# Казанская церковь (Радужный)
Церковь Казанской иконы Божией Матери (Казанский храм) — приходской православный храм в посёлке Радужный городского округа Коломна Московской области. Входит в состав 2-го Коломенского благочиния Коломенской епархии Русской православной церкви.

## История
Строительство храма началось в 2004 году: была получена и оформлена земля, сделан проект, залит фундамент.
Настоятелем строящегося храма был назначен священник Михаил Власов.
10 июля 2005 года был отслужен молебен с освящением фундамента и закладкой первого камня. 31 марта 2007 года указом Митрополита Крутицкого и Коломенского Ювеналия на должность настоятеля храма был назначен протоиерей Вадим Маркин. При поддержке благотворителей начато возведение стен, у строящегося храма раз в месяц совершается молебен.
В апреле 2008 года, вышел первый номер церковно-приходской газеты «Радуга». В ней рассказывается о событиях, происходящих на приходе, священники отвечают на вопросы прихожан о православных праздниках, богослужениях, постах, о том, как к ним готовиться. Газета информирует читателей и прихожан как ведется работа по возведению храма, рассказывает об итогах строительного сезона и планах на будущее.
Летом 2009 года были проведены работы по возведению сводов храма из армированного бетона, выложен барабан, установлен купол, проведена большая часть кровельных работ. Внутри забетонированы полы, смонтированы тепло- и пароизоляция, вставлены окна и двери. Отлит фундамент и установлены столбы для ограды.
2 сентября 2009 года был освящен и воздвигнут на купол храма крест.
В декабре 2009 года впервые служба была совершена внутри строящегося храма.
К 2011 году строительные работы полностью завершились. 25 сентября 2011 года церковь была освящена митрополитом Крутицким и Коломенским Ювеналием.